# Église Saint-Pierre-aux-Liens de Lamber
L'église Saint-Pierre-aux-Liens est une église catholique située dans le bourg de Lamber, dans la commune de Ploumoguer en France.

## Présentation
La modeste église Saint-Pierre-aux-Liens est érigée à flanc de coteau au centre du hameau de Lamber. Sous une apparence récente, elle cache une des plus vieilles nefs du Léon (Nord-Finistère), érigée au XIe siècle. La présence conjointe de ce vestige d'un très ancien établissement monastique et d'une motte féodale (partiellement mutilée par la construction d’un poulailler industriel) qui porte les fondations d’un donjon de pierre rectangulaire également du XIe siècle fait de Lamber un témoin de la Bretagne rurale à l'époque romane.

## Historique
La fondation de l’église est très ancienne. Comme de nombreuses églises bretonnes, elle a été établie à côté d’une source christianisée. Réappropriation courante sous l'égide du saint local de lieux de culte païens qui ont continué à susciter une vénération populaire jusqu'à l'époque moderne : La Villemarqué rapporte que le menhir de Kerloas, situé à un kilomètre de Lamber, faisait encore l'objet d'un culte de fertilité au XIXe siècle. 
Selon la tradition, saint Paul Aurélien, débarqué à Ouessant au début du VIe siècle, fonda un monastère à proximité, à Lampaul-Plouarzel, et chargea un de ses disciples appelé Pierre de créer un établissement monastique à Lamber, mentionné dans la Vie de saint Paul Aurélien (écrite en 884). De là vient le nom du hameau : il se dénommait Lampezre, en 1451 et Lambezre, en 1552, (Lan, lieu consacré, associé au nom de Pierre). Il est possible que l’église ait été dédiée à ce disciple méconnu de saint Pol, la Bretagne étant riche en saints canonisés localement en dehors de toute procédure régulière, avant qu’on lui substitue saint Pierre apôtre. Les restes d’un bâtiment à couloir central datant d’avant les invasions normandes ont été mis au jour en 1930 à l’ouest de la fontaine et malheureusement détruits.
L’église romane, abbatiale du monastère relevé, fut construite au XIe siècle mais subit d’importantes modifications par la suite. Les murs extérieurs avec leurs grandes fenêtres au sommet arrondi sont reconstruits au XVIIIe siècle, à l’exception du pignon ouest (XVe – XVIIe siècles). Le clocher porte la date de 1690 mais n’existait pas à l’époque à Lamber. Il provient de la chapelle St-Sébastien de Saint Renan, qui tombait en ruine au XIXe siècle. Il fut acheté par Ploumoguer et remonté sur l’église en 1839 sous la direction de l’architecte Félix  Jugeletde Brest. L'église est restaurée au XIXe siècle. Elle est érigée en succursale en 1842. 
En novembre 2023, lors de la tempête Ciarán, la flèche de l'église tombe sur la toiture, endommageant également l'orgue construit en 1947. 

## Description

### Extérieur
L’église est de plan rectangulaire avec un chevet à pans percé d’un oculus.
La façade ouest est sommée par un clocher du XVIIe siècle typique du style Renaissance bretonne avec sa balustrade en encorbellement et sa chambre des cloches en retrait sommée d’une flèche ajourée. La porte en dessous, gothique, se rattache au style du Folgoët et daterait du XVe siècle. La date de 1642, gravée en creux à droite postérieurement, ne correspond pas aux caractéristiques stylistiques de ses sculptures.

Une fontaine décorée d’une croix monolithique et d’un bas relief de saint Pierre portant crosse et mitre coule au sud-ouest de l’église.

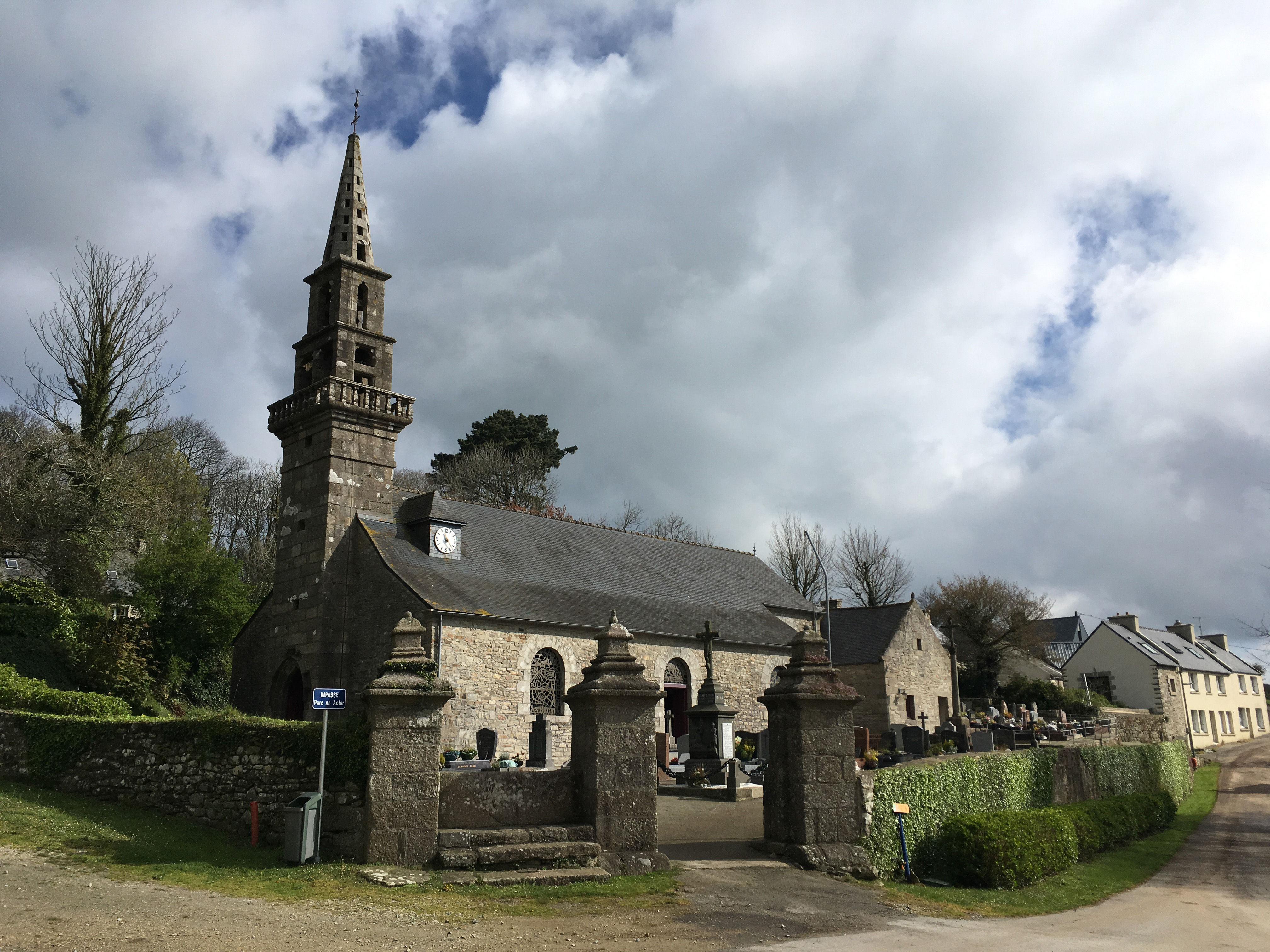
L'église vue du sud
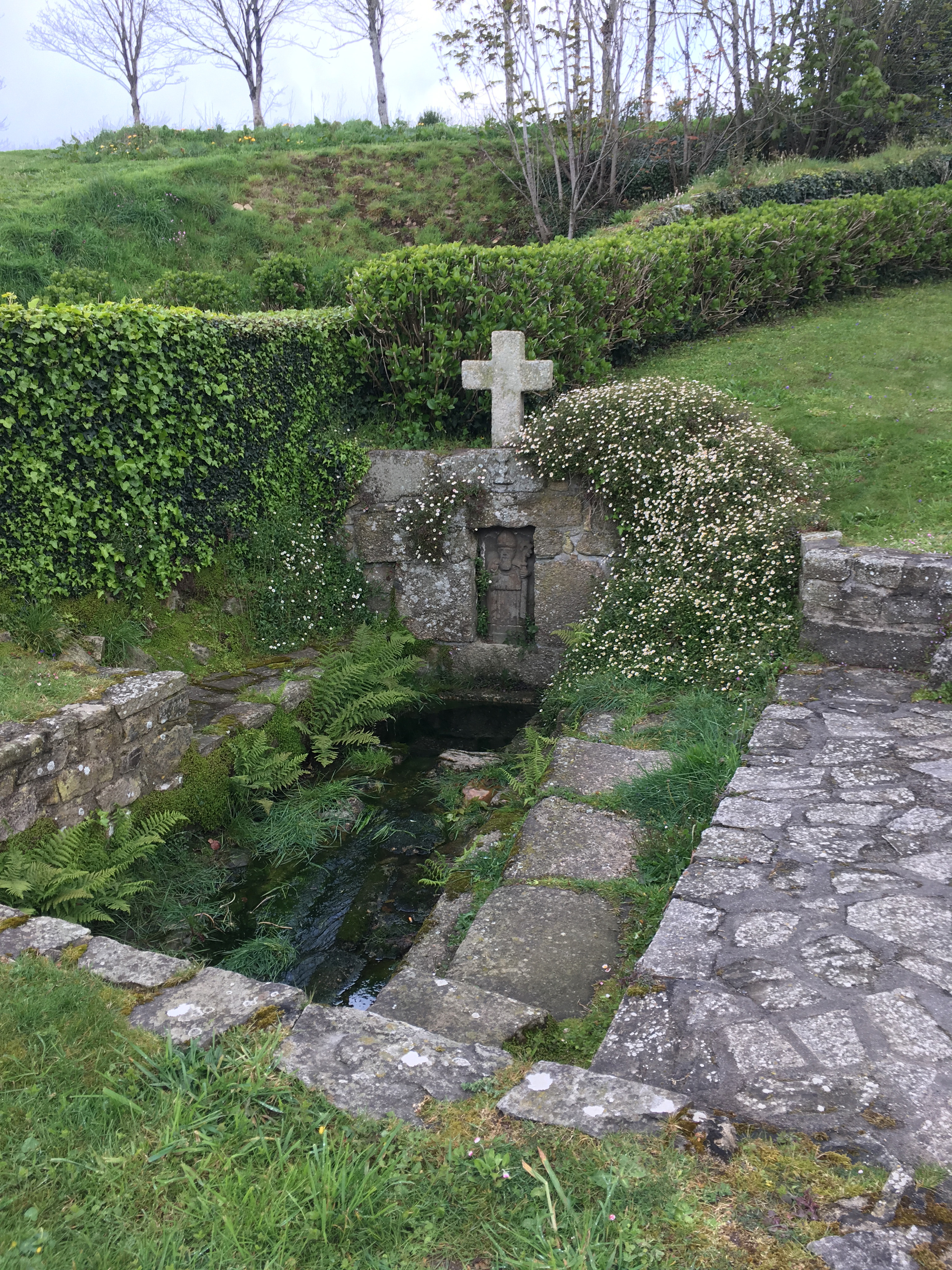
La fontaine

### Intérieur
À l’intérieur, la nef à trois vaisseaux couverts de charpente et cinq travées est la partie subsistante de l’abbatiale romane. Elle date du XIe siècle (les murs des collatéraux datent du XVIIIe siècle). Les arcs fourrés de plein cintre à simple rouleau retombent directement sur des piles maçonnées carrées, sans imposte.  
Les deux arcs de la travée la plus proche du chœur sont plus larges et plus hauts  (27 claveaux contre une quinzaine pour les autres). Si les piles du fond de la nef nous sont parvenues intactes, les autres ont été biseautés à une date postérieure pour en atténuer leur caractère massif. Sur la pile nord-est, la taille des arêtes a mutilé un décor peint médiéval découvert en 1992, indiquant que cette modification a été effectuée à une date postérieure à leur réalisation. 
Les peintures sont réalisées avec peu de pigments (noir, ocre rouge, ocre jaune) sur un fond de chaux. Chaque face du pilier était  bordée d’un bandeau décoratif, en partie manquant, entourant des scènes à thème liturgique très abimées. (à l’ouest, martyr, au sud, célébration de la messe, face est, adoration d’un calice isolé dans un cartouche central). La face sud porte les armoiries des Mescouez, les seigneurs locaux qui se sont illustrés pendant la guerre de Cent Ans. Ces peintures semblent dater du XIVe siècle d’après leurs caractéristiques stylistiques (arc en accolade, vêtements, forme du calice sur la face est...). 

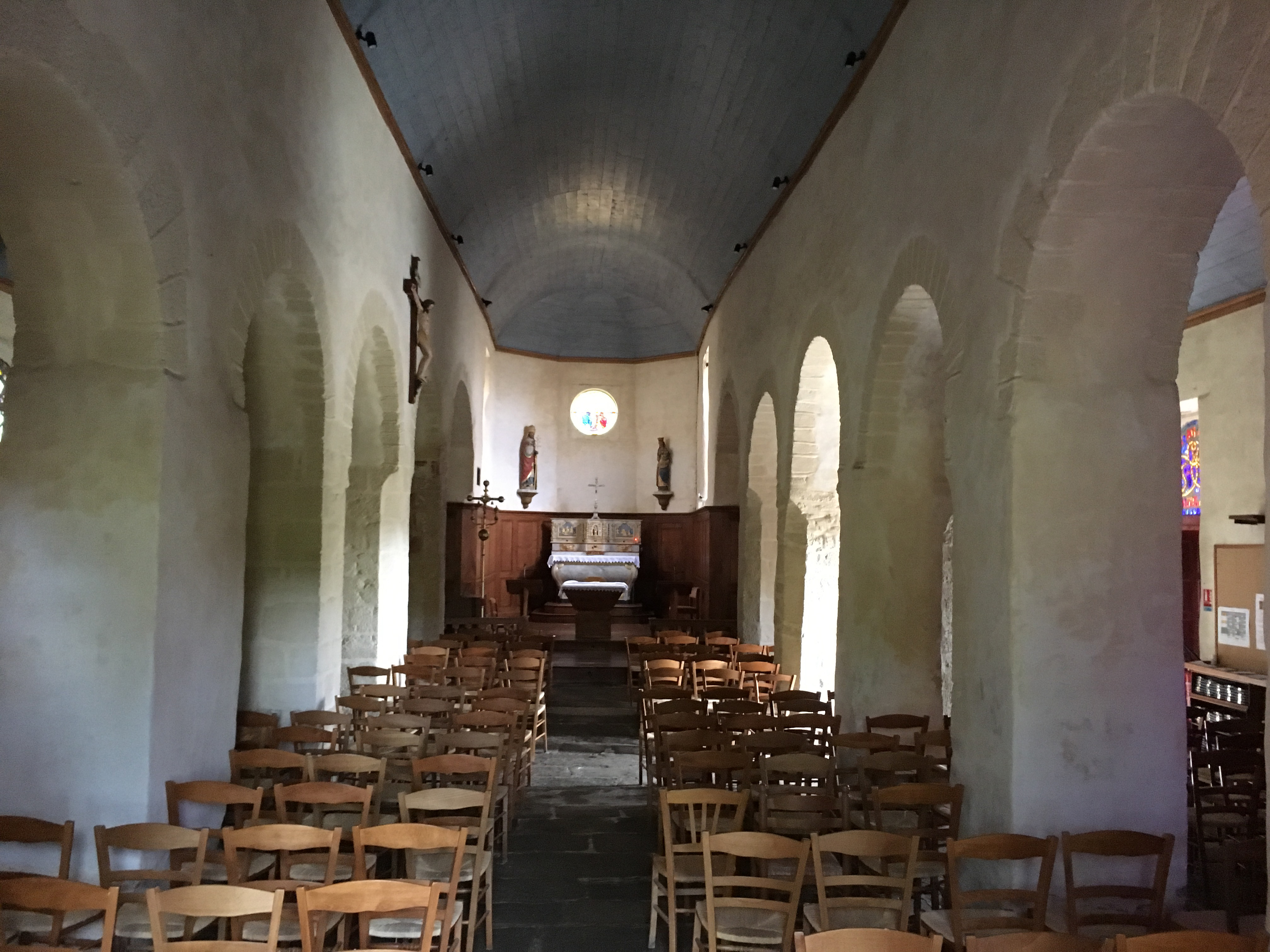
La nef
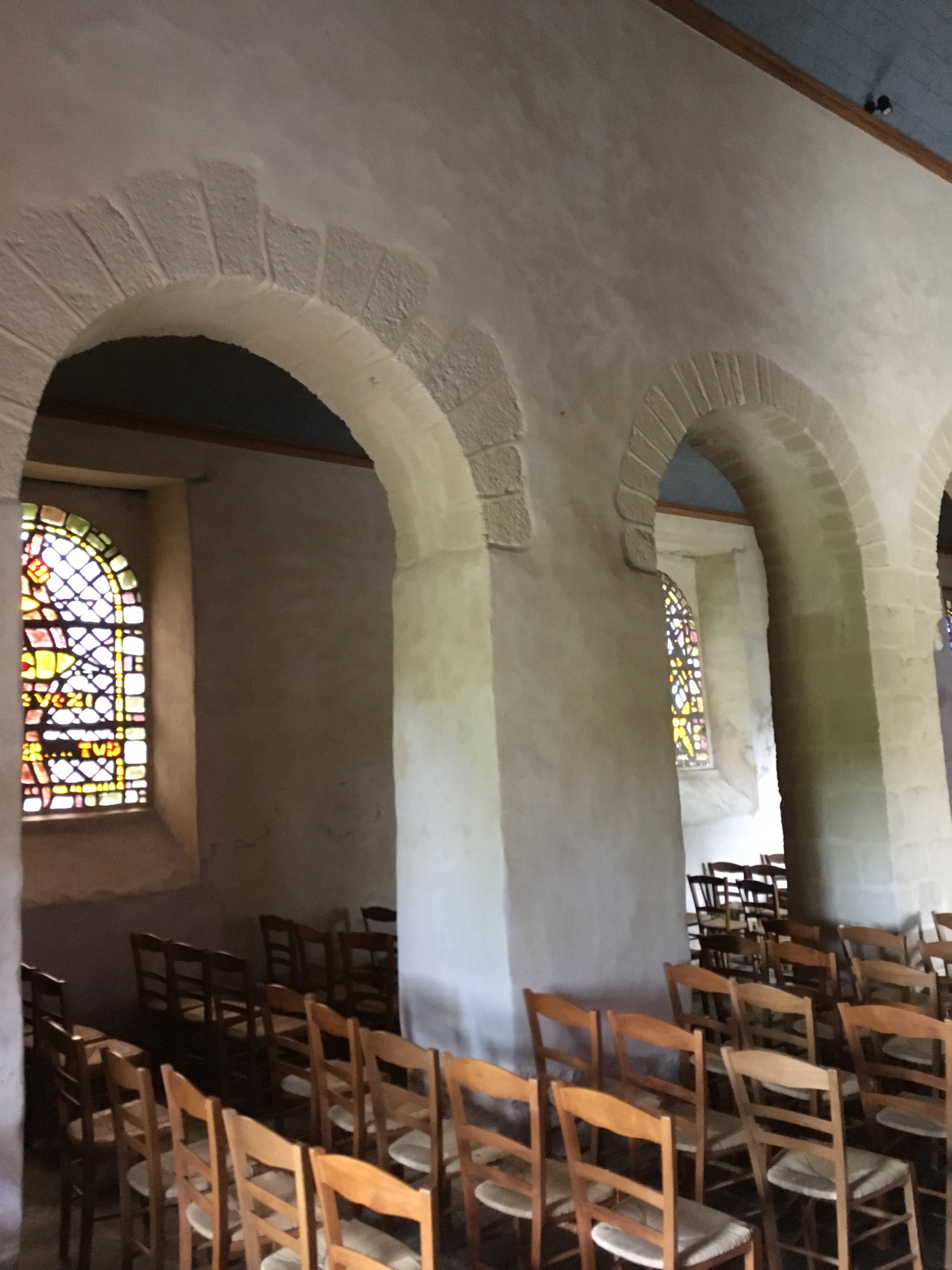
Nord de la nef
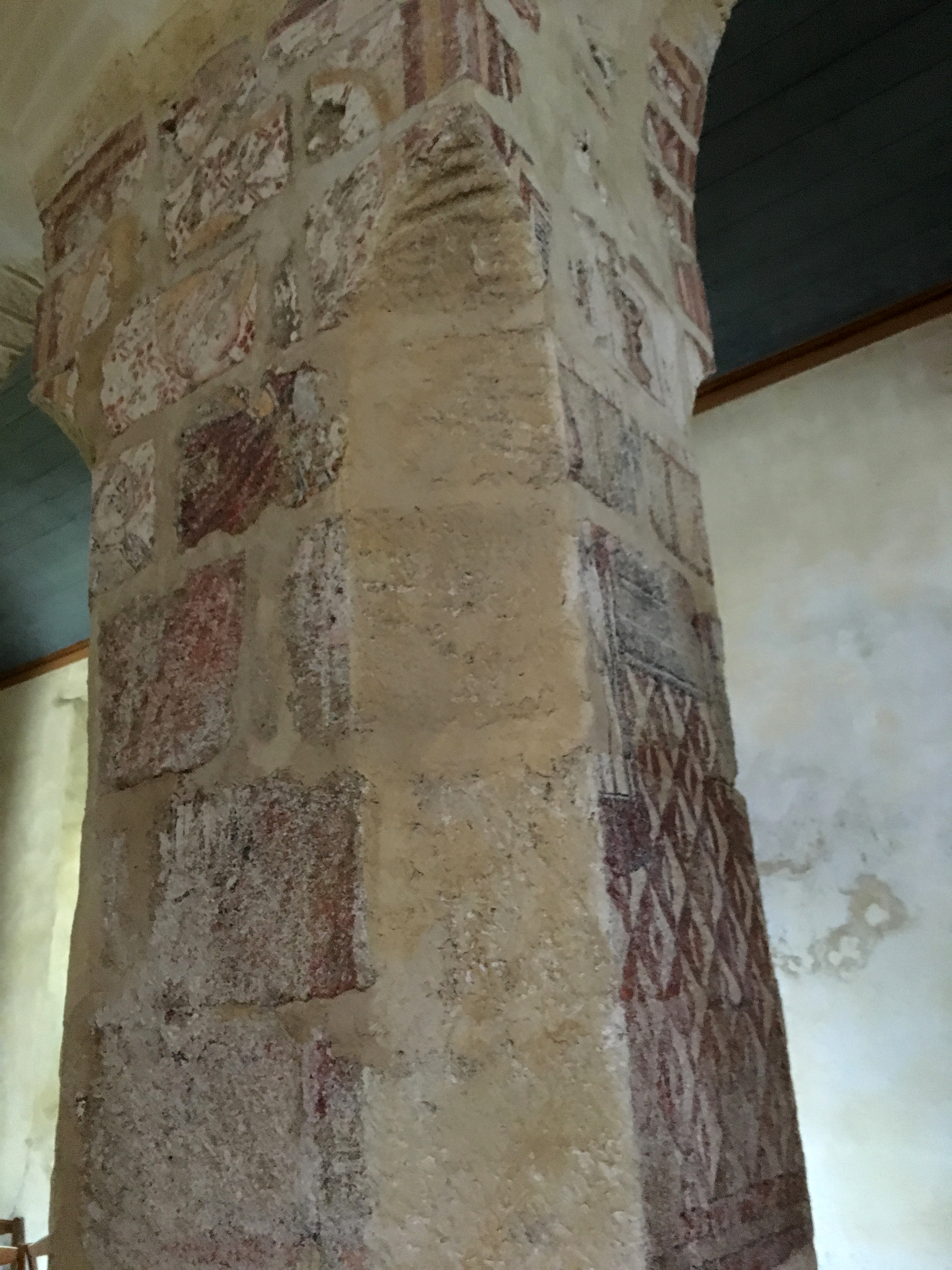
Décor peint du XIVe siècle
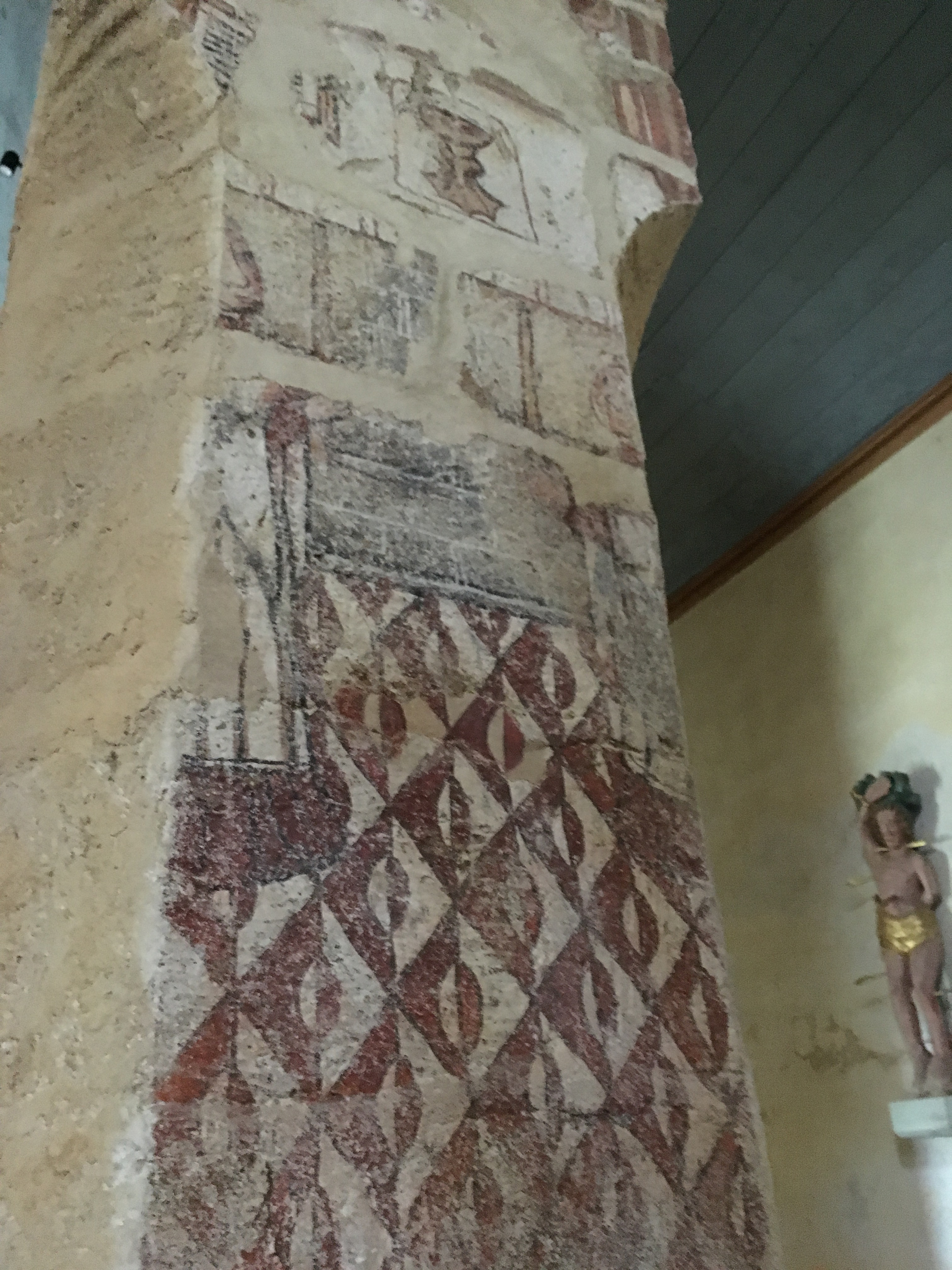
Face est du pilier
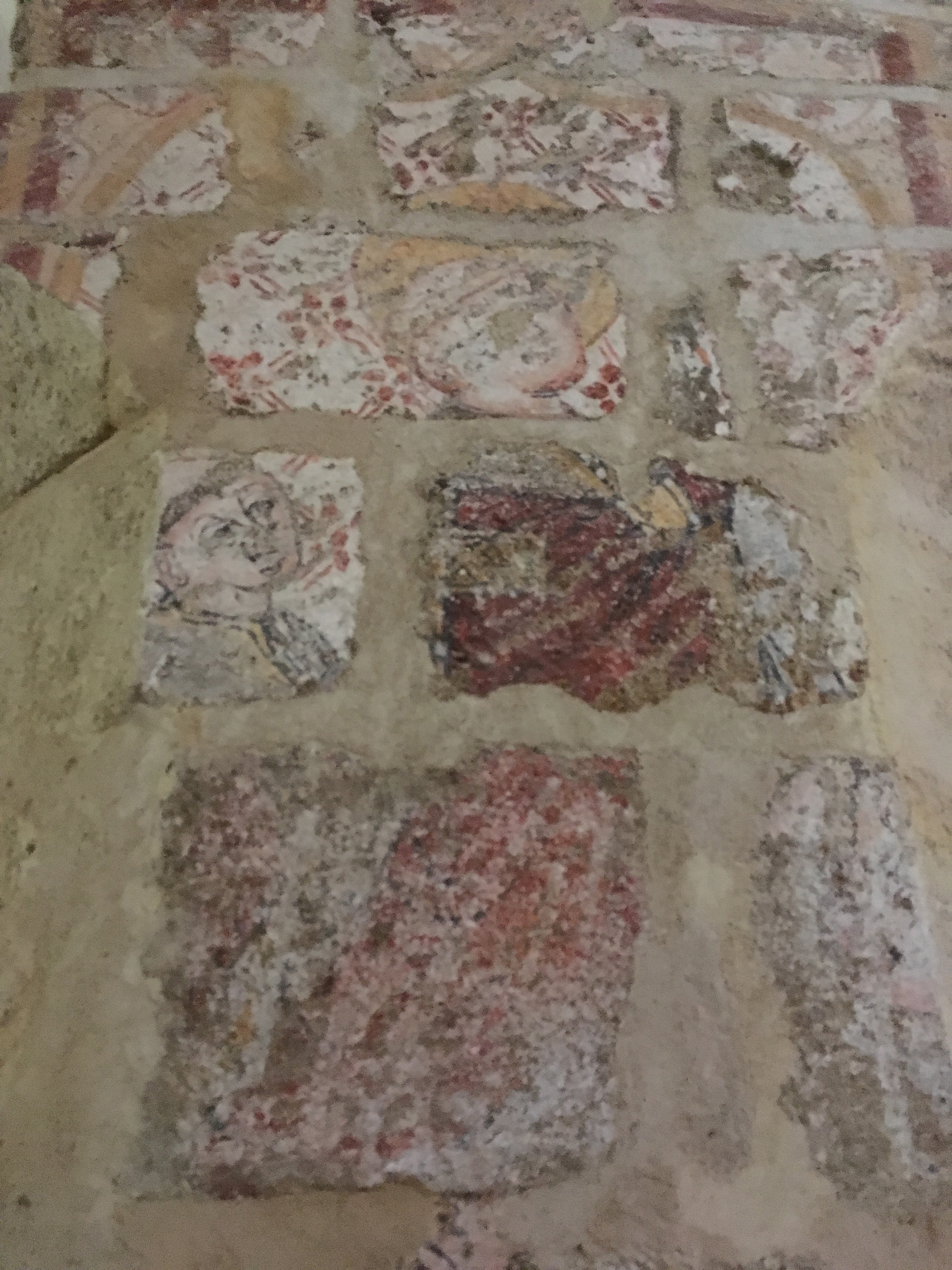
Face sud du pilier

### Mobilier protégé au titre des Monuments historiques
- Retable ciborium avec baldaquin, XVIIIe siècle[9].
- Christ en croix, XVIIe siècle[10].
- Statue de Saint Eozen (Saint Yves), XVIIe siècle[11].